# Lambeau Field

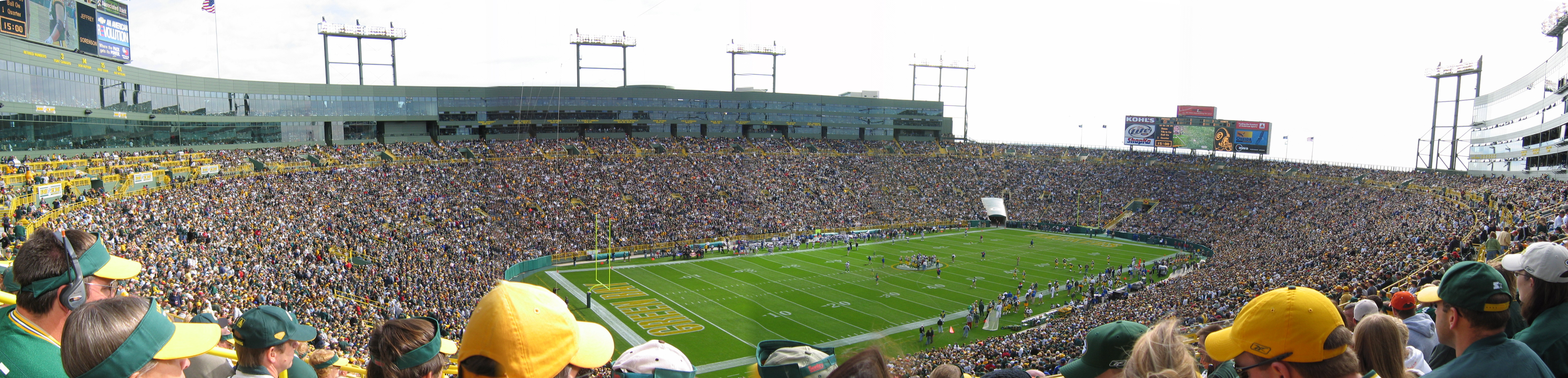
Panorama Lambeau Field

Lambeau Field – stadion drużyny futbolu amerykańskiego Green Bay Packers w Green Bay w stanie Wisconsin w USA. Otwarty w 1925 pod nazwą City Stadium, uzyskał obecną nazwę w 1964 roku, po śmierci długoletniego trenera Green Bay Packers, Curliego Lambeau.